# James Dimon

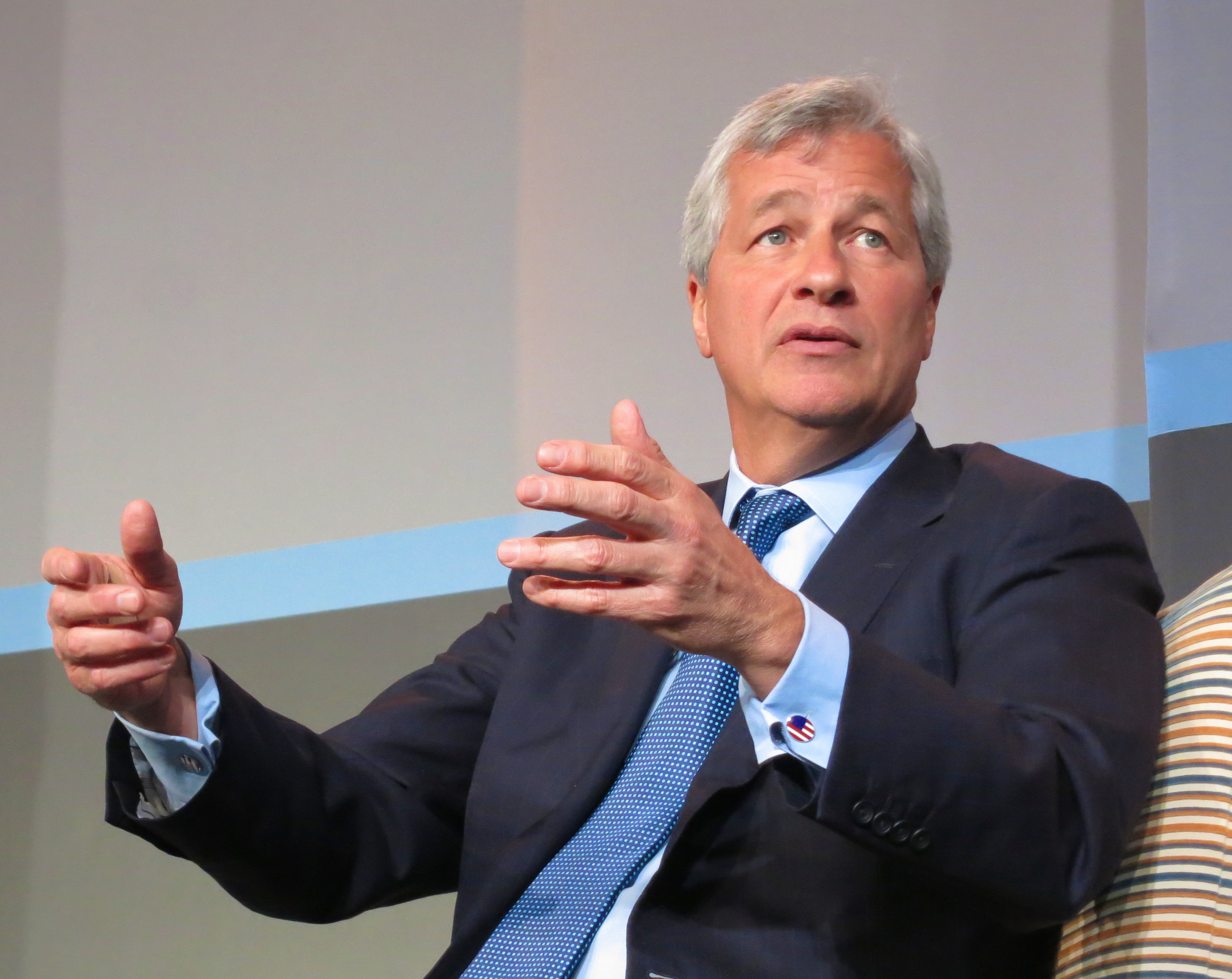
Jamie Dimon (2013)

James „Jamie“ L. Dimon (* 13. März 1956 in New York City) ist ein US-amerikanischer Wirtschaftsmanager. Er ist der CEO und Chairman von JPMorgan Chase & Co. und war bis 2004 CEO der Bank One.

## Leben
Sein Großvater väterlicherseits war ein Mazedonier aus Skopje, der den Familiennamen Papademetriou in Dimon änderte. James Dimons Vater Theodore war ein Manager bei American Express.
Dimon besuchte die private Browning School in Manhattan und schloss anschließend ein Studium in Biologie und Wirtschaft an der Tufts University ab. Anschließend machte er seinen MBA an der Harvard Business School. Dimon wurde 2006 vom Time Magazine in der Liste der 100 einflussreichsten Menschen der Welt geführt. Er ist verheiratet mit Judith Kent. Gemeinsam haben sie drei Kinder. Dimon leidet unter Kehlkopfkrebs. Im Juli 2014 machte er seine Erkrankung öffentlich. Im Januar 2018 kündigte JPMorgan Chase an, den Vertrag von Dimon bis 2023 zu verlängern.
2025 wurde Dimon mit dem Bower Award for Business Leadership des Franklin Institute ausgezeichnet.

## Karriere
Im März 2000 wurde Dimon CEO von Bank One, der fünftgrößten Bank des Landes. Als JPMorgan Chase im Juli 2004 mit Bank One fusionierte, wurde Dimon Präsident und Chief Operating Officer (COO) des fusionierten Unternehmens.
Am 31. Dezember 2005 wurde er zum CEO von JPMorgan ernannt und am 31. Dezember 2006 zum Chairman und President. Im März 2008 wurde er Mitglied des Vorstands der Federal Reserve Bank of New York, Klasse A. Unter Dimons Führung durch die Akquisitionen während seiner Amtszeit hat sich JPMorgan Chase zur führenden US-Bank in Bezug auf verwaltetes inländisches Vermögen, Marktkapitalisierung und börsennotierten Aktienwert entwickelt. Im Jahr 2009 wurde Dimon von der Beratungsagentur „Brendan Wood International“ als einer der „TopGun CEOs“ bezeichnet.
Am 26. September 2011 war Dimon in einen hochkarätigen und hitzigen Austausch mit Mark Carney, dem Gouverneur der Bank of Canada, verwickelt. In diesem Gespräch sagte Dimon, dass die Bestimmungen der internationalen Finanzvorschriften Basel III US-Banken diskriminieren und „antiamerikanisch“ seien. Am 10. Mai 2012 leitete JPMorgan Chase eine Notfall-Telefonkonferenz ein, um einen Verlust von mindestens 2 Milliarden US-Dollar aus Geschäften zu melden, die laut Dimon „zur Absicherung der gesamten Kreditrisiken der Bank gedacht waren“. Diese Strategie war, in Dimons Worten, „fehlerhaft, komplex, schlecht überprüft, schlecht umgesetzt und schlecht überwacht“. Der Vorfall wurde von der Federal Reserve, der SEC und dem FBI untersucht. Der Hauptakteur wurde als „London Whale“ bezeichnet.
Dimon kommentierte die Volcker-Regel im Januar 2012 folgendermaßen: 'Ein Teil der Volcker-Regel, dem ich zugestimmt habe, betrifft nicht das Prop-Trading. Market Making jedoch ist eine wesentliche Funktion, und die Öffentlichkeit sollte erkennen, dass wir auf den weltweit umfassendsten, tiefsten und größten transparenten Kapitalmärkten operieren. Ein Großteil dieses Erfolgs ist unserem enormen Market-Making zu verdanken. Wenn die Regeln so geschrieben worden wären, wie sie ursprünglich veröffentlicht wurden, vermute ich, dass Änderungen vorgenommen worden wären, die es für Market-Maker in den Vereinigten Staaten wirklich schwierig gemacht hätten.' Er war Vorsitzender des Exekutivkomitees des Business Council sowohl 2011 als auch 2012.
Am 24. Januar 2014 wurde bekanntgegeben, dass Dimon für seine Arbeit im Jahr 2013 20 Millionen US-Dollar erhalten würde – ein Jahr mit Rekordgewinnen und Aktienkursen unter Dimons Herrschaft, trotz erheblicher Verluste aufgrund von Skandalen und Bußgeldzahlungen. Die Auszeichnung umfasste eine Erhöhung um 74 %, die über 18 Millionen US-Dollar in gesperrten Aktien beinhaltete. Dies geschah trotz der jüngsten Einigung mit der US-Regierung über eine Zahlung von 13 Milliarden US-Dollar – der größten in der Geschichte – aufgrund von schlechten Hypotheken und Praktiken während der Finanzkrise. Forbes berichtete, dass die Bank in einer Stellungnahme nach der Bekanntgabe von Dimons Entschädigung sagte: „Unter der Führung von Herrn Dimon hat das Unternehmen seine Kontrollinfrastruktur und -prozesse gestärkt und jedes seiner Schlüsselgeschäfte gestärkt, während es sich weiterhin darauf konzentriert, die Führungsqualitäten des Unternehmens auf allen Ebenen zu stärken.“
Im Mai 2023 sagte Jamie Dimon unter Eid im Zusammenhang mit zwei gegen JPMorgan Chase eingereichten Klagen aus. Die Kläger warfen der Bank vor, den verstorbenen Sexualstraftäter Jeffrey Epstein bedient zu haben. Dies geschah innerhalb von fünfzehn Jahren (1998–2013), nachdem seine Verbrechen bekannt wurden; die Bank selbst bezeichnete die Ansprüche als unbegründet.
Am 17. Januar 2024, während eines Interviews mit dem amerikanischen Wirtschaftsnachrichtensender CNBC, äußerte Dimon seine Kritik am Umgang mit Trumps Unterstützern seitens der Demokratischen Partei und lobte unter anderem Trumps NATO- und Migrationspolitik.

### Vergütung
Dimon ist einer der wenigen Bankchefs, die Milliardäre geworden sind, vor allem aufgrund seiner Beteiligung an JPMorgan Chase. Für das Geschäftsjahr 2011 erhielt er ein Gehaltspaket von 23 Millionen US-Dollar, mehr als jeder andere Bank-CEO in den USA. Seine Vergütung wurde jedoch 2012 von JPMorgan Chase nach einer Reihe umstrittener Handelsverluste in Höhe von 6 Milliarden US-Dollar auf 11,5 Millionen US-Dollar gekürzt. Dimon erhielt im Geschäftsjahr 2022 34,5 Millionen US-Dollar.

## Äußerung über China im November 2021
Dimon machte am 23. November 2021 bei einer Veranstaltung in Boston, bei der die hundertjährige Arbeit der Bank in China gefeiert wurde, flapsige Bemerkungen zu Feiern zur Gründung der Kommunistischen Partei Chinas; diese war ebenfalls 1921 gegründet worden. „And I’ll make a bet we last longer, I can’t say that in China. They probably are listening anyway.“ (Übersetzt: „Ich würde eine Wette abschließen, dass wir länger bestehen werden, in China kann ich dies nicht sagen. Wahrscheinlich hören sie sowieso zu.“) Nach wiederholten Reuebekundungen des JPMorgan-Chefs nahm der Sprecher des Außenministeriums der Volksrepublik diese an.